# 豊能郡

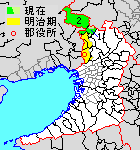
大阪府豊能郡の位置（1.豊能町 2.能勢町 薄緑：後に他郡から編入した地域）

豊能郡（とよのぐん）は、大阪府の郡。
人口25,172人、面積133.09km²、人口密度189人/km²。（2025年2月1日、推計人口）
以下の2町を含む。
- 豊能町（とよのちょう）
- 能勢町（のせちょう）

## 郡域
1896年（明治29年）に行政区画として発足した当時の郡域は、下記の区域にあたる。
- 池田市の全域
- 豊中市の大部分（上新田・新千里各町を除く）
- 箕面市の大部分（小野原各町・粟生各町・彩都粟生南・彩都粟生北を除く）
- 吹田市の一部（江坂町、円山町、垂水町、広芝町、江の木町より南西および山手町・千里山西・千里山東の各一部）
- 能勢町の全域
- 豊能町の大部分（高山・牧・寺田を除く）

## 歴史

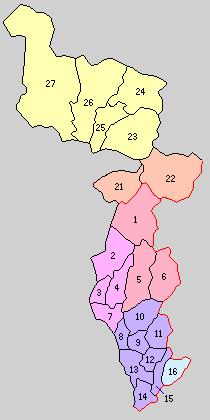
1.止々呂美村 2.細河村 3.池田町 4.秦野村 5.箕面村 6.萱野村 7.北豊島村 8.麻田村 9.豊中村 10.桜井谷村 11.熊野田村 12.中豊島村 13.南豊島村 14.庄内村 15.小曽根村 16.豊津村 21.吉川村 22.東能勢村 23.東郷村 24.歌垣村 25.田尻村 26.西郷村 27.枳根荘村（紫：豊中市 桃：池田市 水色：吹田市 赤：箕面市 橙：豊能町 黄：能勢町）

- 明治29年（1896年）4月1日 - 郡制の施行のため、豊島郡・能勢郡の区域をもって発足。郡役所が池田町に設置。（1町22村）
  - 旧・豊島郡（1町15村） - 止々呂美村（現・箕面市）、細河村、池田町、秦野村（現・池田市）、箕面村、萱野村（現・箕面市）、北豊島村（現・池田市）、麻田村、豊中村、桜井谷村、熊野田村、中豊島村、南豊島村、庄内村、小曽根村（現・豊中市）、豊津村（現・吹田市）
  - 旧・能勢郡（7村） - 吉川村、東能勢村（現・豊能町）、東郷村、歌垣村、田尻村、西郷村、枳根荘村（現・能勢町）
- 明治31年（1898年）4月1日 - 郡制を施行。
- 大正12年（1923年）4月1日 - 郡会が廃止。郡役所は存続。
- 大正15年（1926年）7月1日 - 郡役所が廃止。以降は地域区分名称となる。
- 昭和2年（1927年）4月1日 - 豊中村が町制施行して豊中町となる。（2町21村）
- 昭和6年（1931年）1月1日 - 西郷村・枳根荘村が合併して昭和村が発足。（2町20村）
- 昭和7年（1932年）4月1日 - 昭和村が改称して西能勢村となる。
- 昭和10年（1935年）
  - 8月1日 - 池田町・細河村・秦野村・北豊島村が合併し、改めて池田町が発足。（2町17村）
  - 6月29日 - 集中豪雨により郡内の各河川が氾濫、決壊箇所多数[1]。
  - 当年時点の郡の面積は220.09平方km、人口は122,467人（男60,445人・女62,022人）[2]。
- 昭和11年（1936年）10月15日 - 豊中町・麻田村・桜井谷村・熊野田村が合併して豊中市となり、郡より離脱。（1町14村）
- 昭和14年（1939年）
  - 4月29日 - 池田町が市制施行して池田市となり、郡より離脱。（14村）
  - 9月1日 - 庄内村が町制施行して庄内町となる。（1町13村）
- 昭和15年（1940年）4月1日 - 豊津村が三島郡吹田町・千里村・岸部村と合併して吹田市が発足。（1町12村）
- 昭和22年（1947年）3月15日 - 中豊島村・南豊島村・小曽根村が豊中市に編入。（1町9村）
- 昭和23年（1948年）
  - 1月1日 - 箕面村が町制施行して箕面町となる。（2町8村）
  - 8月1日 - 箕面町・萱野村・止々呂美村が合併し、改めて箕面町が発足。（2町6村）
- 昭和30年（1955年）
  - 1月1日 - 庄内町が豊中市に編入。（1町6村）
  - 4月15日 - 東能勢村が茨木市の一部（高山）を編入。
- 昭和31年（1956年）9月30日
  - 歌垣村・田尻村・西能勢村が合併して能勢町が発足。（2町3村）
  - 吉川村・東能勢村が合併し、改めて東能勢村が発足。（2町2村）
- 昭和31年（1956年）12月1日 - 箕面町が三島郡豊川村を編入のうえ市制施行して箕面市となり、郡より離脱。（1町2村）
- 昭和33年（1958年）4月1日 - 東能勢村が京都府亀岡市の一部（西別院町牧・寺田の大部分）を編入。
- 昭和34年（1959年）5月3日 - 東郷村が能勢町に編入。（1町1村）
- 昭和52年（1977年）4月1日 - 東能勢村が町制施行・改称して豊能町となる。（2町）

### 変遷表
| 旧郡   | 明治22年4月1日 | 明治22年 - 明治45年 | 大正1年 - 昭和19年                              | 大正1年 - 昭和19年                              | 昭和20年 - 昭和29年          | 昭和30年 - 昭和63年           | 平成1年 - 現在 | 現在   |
| ------ | -------------- | ------------------- | ----------------------------------------------- | ----------------------------------------------- | ---------------------------- | ----------------------------- | -------------- | ------ |
| 能勢郡 | 東能勢村       | 東能勢村            | 東能勢村                                        | 東能勢村                                        | 1956年9月30日 東能勢村       | 1977年4月1日 改称町制 豊能町  | 豊能町         | 豊能町 |
| 能勢郡 | 吉川村         | 吉川村              | 吉川村                                          | 吉川村                                          | 1956年9月30日 東能勢村       | 1977年4月1日 改称町制 豊能町  | 豊能町         | 豊能町 |
| 能勢郡 | 枳根荘村       | 枳根荘村            | 1931年1月1日 昭和村 1932年4月1日 西能勢村に改称 | 1931年1月1日 昭和村 1932年4月1日 西能勢村に改称 | 西能勢村                     | 1956年9月30日 能勢町          | 能勢町         | 能勢町 |
| 能勢郡 | 西郷村         | 西郷村              | 1931年1月1日 昭和村 1932年4月1日 西能勢村に改称 | 1931年1月1日 昭和村 1932年4月1日 西能勢村に改称 | 西能勢村                     | 1956年9月30日 能勢町          | 能勢町         | 能勢町 |
| 能勢郡 | 歌垣村         | 歌垣村              | 歌垣村                                          | 歌垣村                                          | 歌垣村                       | 1956年9月30日 能勢町          | 能勢町         | 能勢町 |
| 能勢郡 | 田尻村         | 田尻村              | 田尻村                                          | 田尻村                                          | 田尻村                       | 1956年9月30日 能勢町          | 能勢町         | 能勢町 |
| 能勢郡 | 東郷村         | 東郷村              | 東郷村                                          | 東郷村                                          | 東郷村                       | 1959年5月3日 能勢町に編入     | 能勢町         | 能勢町 |
| 豊島郡 | 池田町         | 池田町              | 池田町                                          | 1939年4月29日 市制施行 池田市                   | 池田市                       | 池田市                        | 池田市         | 池田市 |
| 豊島郡 | 細河村         | 細河村              | 1935年8月10日 池田町に編入                      | 1939年4月29日 市制施行 池田市                   | 池田市                       | 池田市                        | 池田市         | 池田市 |
| 豊島郡 | 秦野村         | 秦野村              | 1935年8月10日 池田町に編入                      | 1939年4月29日 市制施行 池田市                   | 池田市                       | 池田市                        | 池田市         | 池田市 |
| 豊島郡 | 北豊島村       | 北豊島村            | 1935年8月10日 池田町に編入                      | 1939年4月29日 市制施行 池田市                   | 池田市                       | 池田市                        | 池田市         | 池田市 |
| 豊島郡 | 箕面村         | 箕面村              | 箕面村                                          | 箕面村                                          | 1948年1月1日 町制施行 箕面町 | 1956年12月1日 市制施行 箕面市 | 箕面市         | 箕面市 |
| 豊島郡 | 萱野村         | 萱野村              | 萱野村                                          | 萱野村                                          | 1948年8月1日 箕面町に編入    | 1956年12月1日 市制施行 箕面市 | 箕面市         | 箕面市 |
| 豊島郡 | 止々呂美村     | 止々呂美村          | 止々呂美村                                      | 止々呂美村                                      | 1948年8月1日 箕面町に編入    | 1956年12月1日 市制施行 箕面市 | 箕面市         | 箕面市 |
| 豊島郡 | 豊中村         | 豊中村              | 1927年4月1日 町制施行 豊中町                    | 1936年10月15日 豊中市                           | 豊中市                       | 豊中市                        | 豊中市         | 豊中市 |
| 豊島郡 | 麻田村         | 麻田村              | 麻田村                                          | 1936年10月15日 豊中市                           | 豊中市                       | 豊中市                        | 豊中市         | 豊中市 |
| 豊島郡 | 桜井谷村       | 桜井谷村            | 桜井谷村                                        | 1936年10月15日 豊中市                           | 豊中市                       | 豊中市                        | 豊中市         | 豊中市 |
| 豊島郡 | 熊野田村       | 熊野田村            | 熊野田村                                        | 1936年10月15日 豊中市                           | 豊中市                       | 豊中市                        | 豊中市         | 豊中市 |
| 豊島郡 | 中豊島村       | 中豊島村            | 中豊島村                                        | 中豊島村                                        | 1947年3月15日 豊中市に編入   | 豊中市                        | 豊中市         | 豊中市 |
| 豊島郡 | 南豊島村       | 南豊島村            | 南豊島村                                        | 南豊島村                                        | 1947年3月15日 豊中市に編入   | 豊中市                        | 豊中市         | 豊中市 |
| 豊島郡 | 小曽根村       | 小曽根村            | 小曽根村                                        | 小曽根村                                        | 1947年3月15日 豊中市に編入   | 豊中市                        | 豊中市         | 豊中市 |
| 豊島郡 | 庄内村         | 庄内村              | 1939年9月1日 町制施行 庄内町                    | 1939年9月1日 町制施行 庄内町                    | 庄内町                       | 1955年1月1日 豊中市に編入     | 豊中市         | 豊中市 |
| 豊島郡 | 豊津村         | 豊津村              | 1940年4月1日 吹田市の一部                       | 1940年4月1日 吹田市の一部                       | 吹田市                       | 吹田市                        | 吹田市         | 吹田市 |

## 行政
歴代郡長
| 代 | 氏名       | 就任年月日                 | 退任年月日                 | 備考                   |
| -- | ---------- | -------------------------- | -------------------------- | ---------------------- |
| 1  | 高山節見   | 明治29年（1896年）4月1日   | 明治29年（1896年）8月15日  |                        |
| 2  | 相場駒次   | 明治29年（1896年）8月15日  | 明治35年（1902年）4月21日  |                        |
| 3  | 有田策郎   | 明治35年（1902年）4月21日  | 明治43年（1910年）10月28日 |                        |
| 4  | 奥平武次郎 | 明治43年（1910年）10月28日 | 大正2年（1913年）5月27日   |                        |
| 5  | 木下貞太郎 | 大正2年（1913年）5月27日   | 大正5年（1916年）11月22日  |                        |
| 6  | 竹内実     | 大正5年（1916年）11月22日  | 大正9年（1920年）1月31日   |                        |
| 7  | 喜田亀太郎 | 大正9年（1920年）1月31日   |                            |                        |
|    |            |                            | 大正15年（1926年）6月30日  | 郡役所廃止のため、廃官 |